# Pharmacological Reviews
Pharmacological Reviews è una rivista scientifica trimestrale sottoposta a revisione paritaria, che pubblica articoli di revisione su tutti gli aspetti della farmacologia e argomenti correlati, come la nomenclatura IUPHAR. È pubblicata dalla Società Americana di Farmacologia e Terapia Sperimentale. La caporedattrice è Lynette C. Daws (Centro di Scienze della Salute dell'Università del Texas a San Antonio).
il primo numero uscì in stampa nell'aprile 1949.
Secondo il Journal Citation Reports, al 2023 la rivista ha un fattore di impatto di 19,3.